# Apikální dendrit

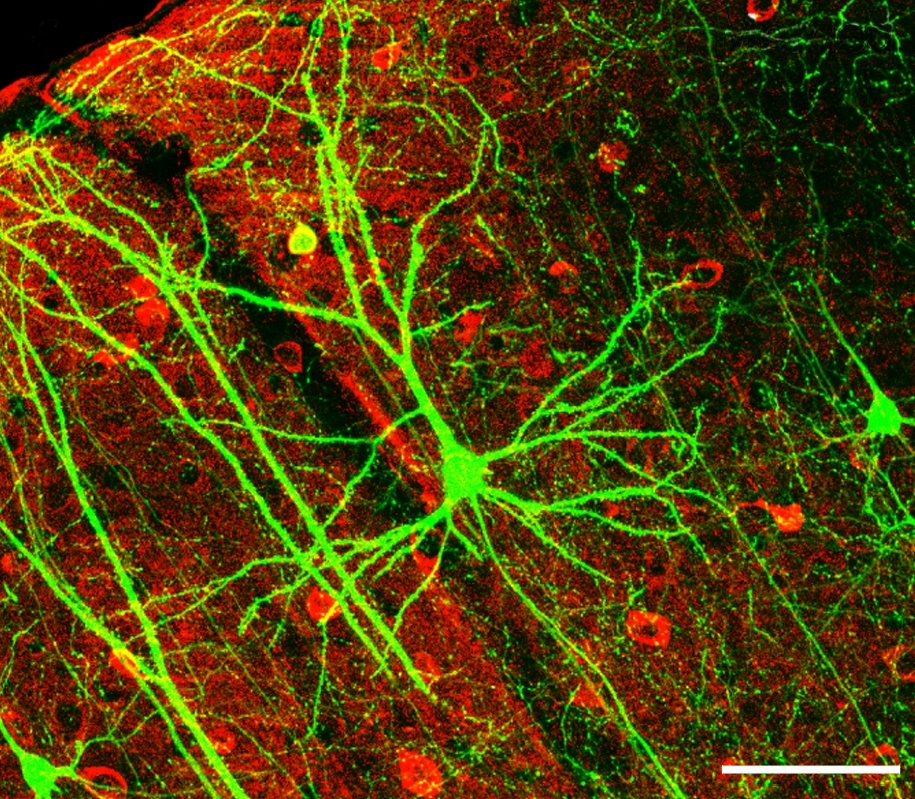
Pyramidový neuron s apikálním dendritem, zviditelněno GFP (zelený fluorescenční protein

Apikální dendrit je silný a několikrát větvený dendrit, který vyvstává z vrcholu (apikální – vrcholový) těla pyramidového neuronu. Počet větvení narůstá se zvyšující se vzdáleností od těla neuronu.